# Kees ’t Hart

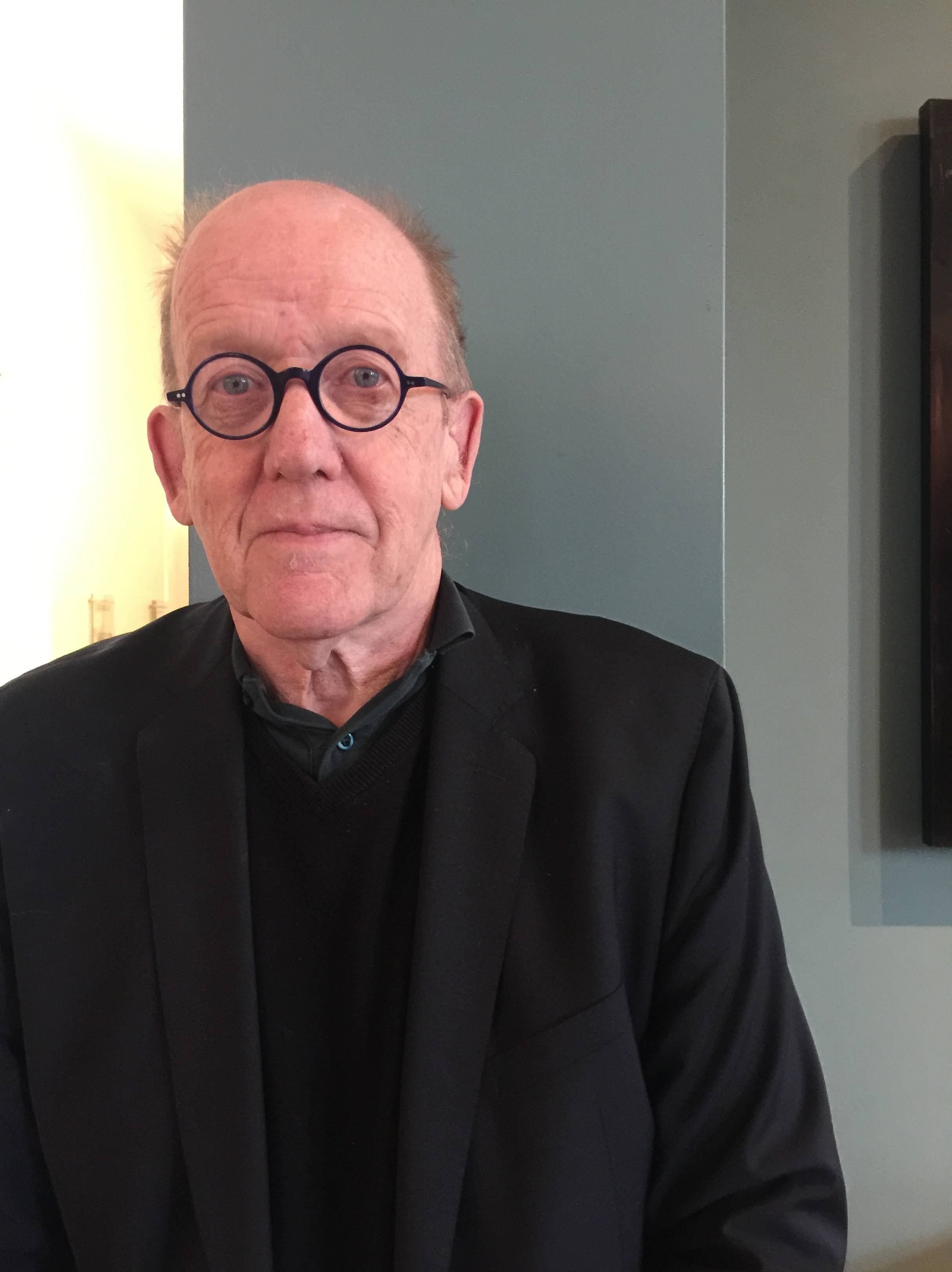
Kees 't Hart (2023)

Kees ’t Hart (geb. am 12. Juli 1944 in Den Haag) ist ein niederländischer Schriftsteller und Dichter.

## Biografie
Kees ’t Hart lebte von 1947 bis 1953 auf Curaçao, danach ein Jahr in Egmond aan Zee. Von 1954 bis 1968 wohnte er in Nijmegen. Er studierte Niederlandistik an der Universität Amsterdam, arbeitete von 1974 bis 1978 als Lehrer für Niederländisch und Moderne Literatur in Leeuwarden und Groningen. Von 1986 bis 2002 war er am Standort Leeuwarden Dozent und Studienbegleiter an der Open Universiteit Nederland (Heerlen). 1988 debütierte er als Schriftsteller mit der Erzählsammlung Vitrinen. 2004 zog er nach Den Haag um.
Kees ’t Hart ist mit der bildenden Künstlerin Euf Lindeboom verheiratet und hat einen Sohn und eine Tochter. Er schreibt Romane, Erzählungen, Essays und Gedichte.

## Jurymitgliedschaften
- Libris-Literaturpreis (2003)
- Anton-Wachter-Preis seit 2010
- Woutertje Pieterse Prijs seit 2010
- VSB-Poesiepreis seit 2016[1]

## Auszeichnungen
- 1997 – Piter-Jelles-Preis für Blauw Curaçao
- 2000 – Multatuli-Preis für De revue
- 2000 – Ida-Gerhardt-Poesiepreis für Kinderen die leren lezen (Kinder, die lesen lernen)

## Bibliografie

### Romane
- Teatro Olimpico. 2014, ISBN 978-90-214-5599-0.
- Hotel Vertigo. 2012, ISBN 978-90-214-4311-9.
- De keizer en de astroloog (Der Kaiser und der Astrologe) 2008, ISBN 978-90-214-3486-5.
- De Krokodil van Manhattan (Das Krokodil von Manhattan) 2006, ISBN 90-214-6754-2.
- Ter navolging (In der Nachfolge) 2004, ISBN 90-214-6714-3.
- De revue (Die Revue) 1999, ISBN 90-214-6758-5.
- Blauw Curaçao (Blaues Curaçao) 1996, ISBN 90-214-6494-2.
- Zwembad (Schwimmbad) 1992, ISBN 90-214-6536-1.
- De neus van Pinokkio (Die Nase Pinocchio) 1990, ISBN 90-214-6539-6.
- Land van genade (Land der Gnade) 1989.

### Erzählungen und Novellen
- Het Beeld van Goethe (Das Bild von Goethe) 2011.
- Engelvisje & andere verhalen (Engelfischchen und andere Erzählungen) 2010.
- Vitrines (Vitrinen) 1988.

### Gedichte
- Wees niet wreed (Sei nicht grausam) 2008.
- Ik weet nu alles weer (Ich weiß nun wieder alles) 2008.
- Kinderen die leren lezen (Kinder, die lesen lernen) 1998.

### Weitere Veröffentlichungen
- Pleidooi voor arrogante romankunst (Plädoyer für eine arrogante Romankunst) 2010.
- Onvermijdelijke voetbaltaal (Unvermittelte Fußballsprache) 2010.
- De Kunst van het Schrijven (Die Kunst des Schreibens) 2007.
- The Road to Camden 2007.
- Grasbladen (Grashalme) 2005, ISBN 90-214-8758-6.
- De ziekte van de bewondering (Die Krankheit der Bewunderung) (Essay) 2002.
- Het mooiste leven... (Das schönste Leben…) (Dokumentation) 2001.
- Overlezen (Überlesen) (Essay) 1998.